# Dębowiec (gmina, Silésie)
Dębowiec est une gmina rurale du powiat de Cieszyn, Silésie, dans le sud de la Pologne.
La gmina couvre une superficie de 42,48 km2 pour une population de 5 529 habitants.

## Géographie
La gmina borde les gminy de Cieszyn, Goleszów, Hażlach, Skoczów et Strumień.